# Magnetsko zrcalo
Magnetsko zrcalo je konfiguracija magnetskog polja u kojoj magnetsko polje nije homogeno, nego se indukcija magnetskog polja razmijerno mijenja uzduž prostora u kojem polje djeluje. Kao rezultat zamišljene silnice tog polja izgledaju kao da uviru u zamišljeni izvor, te je njihova gustoća na pojedinim točkama različita.
Efekt koji se javlja u takvom polju je efekt magnetskog zrcala:
on nastaje kada nabijena čestica uleti u takvo polje pod određenim kutom (koso prema mangetskim silnicama) te se nastavi gibati po spirali uzduž silnica (slično kao u homogenom polju). Takvo gibanje je uzrokovano Lorentzovom silom.  No kako polje nije homogeno, čestica idući prema području veće jakosti polja rotira po sve manjem polumjeru, tvoreći sve manje spirale, dok se vertikalna komponenta Lorentzove sile ne okrene suprotno dotadašnjem smjeru rotacije, te čestica promijeni smjer gibanja. Rezultat ovog efekta je nagla promjena smjera čestice, zbog koje se čini da je čestica udarila u nevidljivi zid (zrcalo) i odbila se od njega (reflektirala).

## Magnetska boca
Magnetska boca nastaje kada se stvori polje od dva magnetska zrcala koja tvore prostor u kojem silnice polja daju oblik valjka, koji se na oba kraja sužava, te tako čestice koje su u njemu stalno opisuju spiralno kretanje od jednog kraja prema drugom bez mogućnosti da izađu zbog prije opisanog efekta, tvoreći svojevrsnu magnetsku boca koja priječi da čestice "pobjegnu". Naravno u praksi još nije izrađena savršena magnetska boca iz koje čestice apsolutno ne mogu pobijeći.
Njezine primjene su vrlo važne za fizike, te se koristi da bi se u njoj zadržale vrlo nestabilne tvari kao plazma ili neke elementarne čestice. Najčešće se pokušava prostor unutar boce učiniti vakuumiranim, tada se za kratko vrijeme mogu "pohraniti" i čestice antimaterije bez anihilacije s okolnom materijom.